# إريك هورتادو
إريك هورتادو (بالإنجليزية: Erik Hurtado)‏ هو لاعب كرة قدم أمريكي، ولد في 5 نوفمبر 1990 في فريدريكسبيورغ في الولايات المتحدة. شارك مع منتخب الولايات المتحدة تحت 18 سنة لكرة القدم. أما مع النوادي، فقد لعب مع فانكوفر وايتكابس ونادي ميوندالن.

## وصلات خارجية
- إريك هورتادو على موقع الدوري الأمريكي (الإنجليزية)
- إريك هورتادو على موقع قاعدة بيانات كرة القدم.إي يو (الإنجليزية)
- إريك هورتادو على موقع Soccerway.com (الإنجليزية)
- إريك هورتادو على موقع AS.com (الإسبانية)